# Howl Howl Gaff Gaff
A Howl Howl Gaff Gaff a svéd Shout Out Louds indie rock együttes debütáló albuma.
Az eredeti verziót skandináv országokban adták ki 2003. október 1-jén és pár számban eltért a nemzetközi verziótól. A nemzetközi verzió 2005. május 24-én adták ki az Amerikai Egyesült Államokban és Kanadában. Ezt követte a Japán kiadás 2005. június 13-án és a világ többi része 2005 szeptemberében.

## Az album dalai

### Skandináv kiadás (2003)
1. "The Comeback" – 2:46
2. "Very Loud" – 4:04
3. "Shut Your Eyes" – 3:09
4. "Please Please Please" – 3:29
5. "There's Nothing" – 3:34
6. "Sound Is the Word" – 4:07
7. "100°" – 3:46
8. "Wish I Was Dead" – 4:36
9. "End Up Behind" – 3:22
10. "Never Ever" – 3:47
11. "My Friend and the Ink on His Fingers" – 3:34

### Nemzetközi kiadás (2005)
1. "The Comeback" – 2:48
2. "Very Loud" – 4:05
3. "Oh, Sweetheart" – 3:20
4. "A Track and a Train" – 4:45
5. "Go Sadness" – 4:04
6. "Please Please Please" – 3:30
7. "100°" – 3:48
8. "There's Nothing" – 3:36
9. "Hurry Up Let's Go" – 2:18
10. "Shut Your Eyes" – 3:11
11. "Seagull" – 8:33

## Kislemezek
- "Very Loud" (csak Vinyl)
- "Shut Your Eyes"
- "Very Loud" (CD új kiadás)
- "The Comeback"
- "Please Please Please"

## Megjelenés
| Country     | Date                 | Label              | Format |
| ----------- | -------------------- | ------------------ | ------ |
| Skandinávia | 2003. október 1.     | Bud Fox Recordings | CD     |
| USA         | 2005. május 24.      | EMI                | CD     |
| Japán       | 2005. június 13.     | EMI                | CD     |
| UK          | 2005. szeptember 19. | EMI                | CD     |